# Bárbara Álvarez
Bárbara Álvarez
Nace en Montevideo, Uruguay, en 1970.
Cursa estudios primarios y secundarios en Punta del Este y Maldonado. 
En 1992 finaliza sus estudios terciarios en la Universidad Católica en Montevideo  donde obtiene el título de Técnica en Ciencias de la Comunicación. En ese mismo período asiste a cursos de apreciación de la fotografía, fotografía de prensa e introducción a la realización cinematográfica. 
En 1991, antes de terminar facultad, comienza a trabajar como asistente de cámara y camarógrafa free-lance en distintos tipos de producción audiovisual: comerciales, documentales, programas de televisión, video-clips, cortos institucionales, cortometrajes y largometrajes.
A partir de 1995 se dedica exclusivamente a la Dirección de Fotografía. Desde entonces ha trabajado no sólo en Uruguay sino también en Argentina, Chile, Brasil, Colombia, Bolivia, México, Colombia, Venezuela, Haití, Perú y Dinamarca.
En 1997 asiste al taller de verano “Taller de fotografía cinematográfica II” en la Escuela Internacional de Cine y Televisión de San Antonio de los Baños en Cuba.
En 2013 se muda a San Pablo, Brasil, donde vive y trabaja hasta ahora.
Es miembro de AMPAS desde 2016.

## Filmografía
Directora de fotografía:
- 25 watts, 2001
- Whisky, 2004
- El Custodio, 2006
- La Mujer Sin Cabeza, 2008
- De Jueves a Domingo, 2012
- Carne de Perro, 2012
- Que Horas ela Volta, 2015
- Mãe Só Há Uma, 2016
- Jesús, 2016
- A Febre, 2019
- El Prófugo, 2020
- Utama, 2022